# Fuck a Dog
«Fuck a Dog» —en español: «Follar un perro» o «Coger un perro»— es la última canción del disco Take Off Your Pants and Jacket de la banda de pop punk Blink-182. La canción cuenta con el clásico humor característico de la banda.

## Antecedentes
La banda grabó demos en DML Studios, un pequeño estudio en Escondido, California, donde la banda había escrito Dude Ranch y Enema of the State. Después de eso, la banda regresó a San Diego para registrar la mayor parte de Take Off Your Pants and Jacket en Signature Sound, donde también habían grabado su anterior álbum. Cuando los ejecutivos de MCA Records finalmente viajaron a San Diego para escuchar a la banda, el trío jugó una broma y tocaron dos canciones: "Fuck a Dog" y "When You Fucked Hitler" (tema que más tarde se llamaría "When You Fucked Grandpa").

## Contenido
Es una canción acústica que consta de una sola guitarra y dos voces. La letra habla de una persona que quiere tener relaciones sexuales con una madre y un padre, pero al no poder hacerlo encontró al perro y lo hizo con este. Luego se suma otra persona en la canción y lo acompaña en la canción, mientras cantan "We wanna fuck a dog in the ass" (Queremos coger a un perro por el culo).

## Créditos y personal
- Mark Hoppus: voces
- Tom DeLonge: guitarra, voces

- Datos: Q24936757